# Pałacyk Antoszkiewicza w Mohylewie
Pałacyk Antoszkiewicza w Mohylewie (biał. Палац купца Анташкевіча) – zabytkowy dom położony w Mohylewie przy ul. Lenińskiej 37, zbudowany w stylu baroku w XVII wieku, obecnie siedziba Muzeum Witolda Biełynickiego-Biruli (oddział Państwowego Muzeum Sztuki w Mińsku). 

## Historia
Dom należący do mohylewskiego kupca Antoszkiewicza został zbudowany w 1698 (wg innych źródeł: w XVIII wieku) w stylu barokowym. Budynek liczył dwa piętra, ostatnie piętro po rekonstrukcji przybrało postać mansardy. Charakterystycznym elementem pałacyku jest ażurowy balkon oraz barokowy detal na głównej fasadzie. 